# USS Finnegan (DE-307)
USS Finnegan (DE-307) là một tàu hộ tống khu trục lớp Evarts được Hải quân Hoa Kỳ chế tạo trong Chiến tranh Thế giới thứ hai. Nó là chiếc tàu chiến duy nhất của Hải quân Mỹ được đặt theo tên Thiếu úy Hải quân William Michael Finnegan (1897-1941), người phục vụ trên thiết giáp hạm Oklahoma (BB-37) và đã tử trận trong vụ Tấn công Trân Châu Cảng vào ngày 7 tháng 12, 1941. Nó đã phục vụ cho đến khi chiến tranh kết thúc, xuất biên chế vào ngày 27 tháng 11, 1945 và xóa đăng bạ vào ngày 19 tháng 12, 1945. Con tàu bị bán để tháo dỡ vào tháng 6, 1946. Finnegan được tặng thưởng ba Ngôi sao Chiến trận do thành tích phục vụ trong Thế Chiến II.

## Thiết kế và chế tạo
Những chiếc thuộc lớp tàu khu trục Evarts có chiều dài chung 289 ft 5 in (88,21 m), mạn tàu rộng 35 ft 1 in (10,69 m) và độ sâu mớn nước khi đầy tải là 8 ft 3 in (2,51 m). Chúng có trọng lượng choán nước tiêu chuẩn 1.140 tấn Anh (1.160 t); và lên đến 1.430 tấn Anh (1.450 t) khi đầy tải. Hệ thống động lực bao gồm bốn động cơ diesel General Motors Kiểu 16-278A nối với bốn máy phát điện để vận hành hai trục chân vịt; công suất 6.000 hp (4.500 kW) cho phép đạt được tốc độ tối đa 21 kn (24 mph; 39 km/h), và có dự trữ hành trình 4.150 nmi (4.780 mi; 7.690 km) khi di chuyển ở vận tốc đường trường 12 kn (14 mph; 22 km/h).
Vũ khí trang bị bao gồm ba pháo 3 in (76 mm)/50 cal trên tháp pháo nòng đơn có thể đối hạm hoặc phòng không, một khẩu đội 1,1 inch/75 caliber bốn nòng và chín pháo phòng không Oerlikon 20 mm. Vũ khí chống ngầm bao gồm một dàn súng cối chống tàu ngầm Hedgehog Mk. 10 (có 24 nòng và mang theo 144 quả đạn); hai đường ray Mk. 9 và tám máy phóng K3 Mk. 6 để thả mìn sâu.
Finnegan được đặt lườn tại Xưởng hải quân Mare Island ở Vallejo, California vào ngày 5 tháng 7, 1943. Nó được hạ thủy vào ngày 22 tháng 2, 1944; được đỡ đầu bởi bà Charles Schroeder, em của Thiếu úy Finnegan, và nhập biên chế vào ngày 19 tháng 8, 1944 dưới quyền chỉ huy của Hạm trưởng, Thiếu tá Hải quân Huston Hoffman.

## Lịch sử hoạt động
Sau khi hoàn tất việc chạy thử máy và huấn luyện, Finnegan được điều động về Hạm đội Thái Bình Dương. Nó rời vùng biển California và đi đến Trân Châu Cảng vào ngày 8 tháng 11, 1944 để phục vụ như mục tiêu giả lập trong việc huấn luyện tàu ngầm. Nó lên đường hộ tống một đoàn tàu vận tài đi Midway từ ngày 11 đến ngày 20 tháng 12, tiếp tục phục vụ huấn luyện tàu ngầm tại khu vực Oahu cho đến ngày 9 tháng 1, 1945. Sau khi thực hành huấn luyện đổ bộ tại vùng biển quần đảo Hawaii, nó lên đường hộ tống một đội tàu đổ bộ LST và tàu săn ngầm đi sang Saipan thuộc quần đảo Marianna.
Vào ngày 15 tháng 2, Finnegan khởi hành từ Saipan để tham gia cuộc đổ bộ lên Iwo Jima, nơi nó hoạt động tuần tra bảo vệ cho các tàu vận chuyển vào lúc diễn ra cuộc đổ bộ ban đầu vào ngày 19 tháng 2. Đang khi hộ tống các tàu vận chuyển rỗng quay trở lại Saipan vào sáng sớm ngày 26 tháng 2, radar của nó đã bắt được một mục tiêu nghi ngờ trên mặt biển, và chiếc tàu hộ tống khu trục đã tách khỏi đoàn tàu để truy lùng tàu đối phương. Nó đã đánh chìm tàu ngầm Nhật Bản I-370 tại tọa độ 22°45′B 141°27′Đ / 22,75°B 141,45°Đ sau bốn giờ tấn công.
Từ Saipan, Finnegan hộ tống các tàu vận tải đi Espiritu Santo, đến nơi vào ngày 15 tháng 3. Nó lại lên đường mười ngày sau đó để đi sang Ulithi, nơi tập trung lực lượng chuẩn bị cho chiến dịch đổ bộ cuối cùng tại khu vực quần đảo Ryukyu. Con tàu đi đến ngoài khơi Okinawa vào ngày 9 tháng 4, và bắt đầu hoạt động tuần tra chống tàu ngầm và bảo vệ cho các tàu chiến thuộc lực lượng tấn công; nó đã đánh đuổi một máy bay đối phương tấn công, có thể là một chiếc Kamikaze, vào ngày 28 tháng 5. Nó rời khu vực Okinawa vào ngày 10 tháng 7 để đi sang Philippines, nơi nó hoạt động hộ tống vận tải và tuần tra tại chỗ cho đến ngày 15 tháng 9.
Finnegan lên đường quay trở về Hoa Kỳ ngang qua Eniwetok, Trân Châu Cảng và San Pedro, California. Con tàu tiếp tục được lệnh chuyển sang vùng bờ Đông Hoa Kỳ, đi đến Charleston, South Carolina, nơi nó được cho xuất biên chế và đưa về thành phần dự bị vào ngày 27 tháng 11, 1945. Con tàu bị bán để tháo dỡ vào tháng 6, 1946.

## Phần thưởng[2]
|                                         |  |  |
| Bronze star · Bronze star · Bronze star |  |  |

| Dãi băng Hoạt động Tác chiến (truy tặng)                                |                                      |                                      |                                                         |
| Huân chương Chiến dịch Châu Á-Thái Bình Dương với 3 Ngôi sao Chiến trận | Huân chương Chiến thắng Thế Chiến II | Huân chương Chiến thắng Thế Chiến II | Huân chương Giải phóng Philippine (Cộng hòa Philippine) |